# 黒崎視音
黒崎 視音（くろさき みお、1974年 -）は日本の小説家、推理作家。岡山県生まれ。2000年12月、長編警察小説『警視庁心理捜査官』を発表、小説家デビューを果たす。以降も、女性を主人公とした警察小説やアクション小説を発表している。2011年より、『警視庁心理捜査官』などが泉ピン子主演でドラマ化されている。性別は明かにされていない。

## 作品リスト

### シリーズ作品

#### 警視庁心理捜査官
- 警視庁心理捜査官（2000年12月 徳間書店 / 2004年2月 徳間文庫【上・下】）
- KEEP OUT 警視庁心理捜査官（2010年7月 徳間文庫）
- 現着 警視庁心理捜査官 KEEP OUT Ⅱ（2016年2月 徳間文庫）
- 警視庁心理捜査官 純粋なる殺人（2020年4月 徳間文庫）
- マインド・チェンバー 警視庁心理捜査官（2023年9月 講談社文庫）

#### 六機の特殊
- 六機の特殊（2002年8月 徳間書店）
  - 【改題】六機の特殊 警視庁特殊部隊（2005年4月 徳間文庫）
- 六機の特殊2 蒼白の仮面（2011年11月 徳間書店 / 2012年10月 徳間文庫）

#### 柳原明日香シリーズ（「警視庁心理捜査官」スピンオフ）
- 公安捜査官柳原明日香 女狐（2013年2月 徳間文庫）
- 捜査一課係長柳原明日香（2013年10月 徳間文庫）

### シリーズ外作品
- 交戦規則 - ROE（2005年8月 徳間書店 / 2008年10月 徳間文庫）
- 緋色の華 新徴組おんな組士 中沢琴（2019年8月 徳間文庫【上・下】）

### アンソロジー
「」内が収録されている黒崎視音の作品
- ザ・ベストミステリーズ 推理小説年鑑 2010（2010年7月 講談社）「ノビ師」
  - 【分冊・改題】Logic 真相への回廊 ミステリー傑作選（2013年4月 講談社文庫）